# 金岡又右衛門 (4代目)
四代目 金岡 又右衛門（4だいめ かなおか またえもん、本名：金岡信康（かなおか のぶやす）、1964年4月6日 - ）は、日本の園芸家、ボタニカルプロデューサー、植物活動家。 
兵庫県宝塚市生まれ。 

## 経歴
- バラエングループ（6社）代表

- 一般財団法人 進化生物学研究所　客員研究員
- 一般社団法人 日本フローラルマーケティング協会（2012年〜2017年常務理事、2017年〜顧問）
- 一般社団法人 テラプロジェクト 専門委員 / みどりのサンタアンバサダー
- ナショナルトレーディングセンター Jヴィレッジ　アンバサダー
- NPO法人 BRA-国境なき奉仕団　理事
- 一般社団法人 青年海外協力隊プラザ・大阪　理事
- 公益社団法人 日本植物園協会　正会員
- 生き物文化誌学会　正会員
- 特定非営利活動法人 全日本愛瓢会　会員
- 日本みどりのプロジェクト推進協議会　会員
- 日本腐植物質学会　正会員
- なら橘プロジェクト　メンバー / パートナー
- 特定非営利活動法人 ふるさとテレビ　顧問
- 2023年ドーハ国際園芸博覧会 屋内出展実行委員会　委員

- 公益社団法人 日本青年会議所 国境なき奉仕団委員会　委員（2002年）
- 一般社団法人 大阪青年会議所　理事 人間力育成委員会　委員長（2004年）
- 宝塚山本ガーデン・クリエイティブ 株式会社　取締役（2015年〜2024年）
- 2016年アンタルヤ国際園芸博覧会 政府出展 屋内展示基本計画検討委員会　委員（2016年）
- 学校法人 甲南学園　評議員（2016年〜2019年）
- 大阪大学 産業科学研究所　共同研究員（2018年〜2019年）
- 一般社団法人 全国花卸協会　副会長（2018〜2024年）、理事（2012年〜2018年）
- 2022年アルメーレ国際園芸博覧会 政府屋内出展実行委員会　委員（2021年）

## 受賞歴
2015年
- ウッドデザイン賞受賞

2016年
- ベルギー王立園芸協会主催「ゲント・フロラリア（Floraliën Gent）2016」外国人部門3位
- 韓国「ソウル庭園博覧会（SEOUL GARDEN SHOW）2016」日韓交流ガーデンとして表彰

2022年
- シンガポール「ガーデンズ・バイ・ザ・ベイ」開業10周年を記念し名誉あるサプライヤーとして表彰

## 出演
テレビ
- 読売テレビ「大阪ほんわかテレビ」
- 関西テレビ「ウラマヨ！」
- テレビ新広島「バオバブが広島にやってきた〜男たちの500日の記録〜」
- 広島ホームテレビ「オーストラリアからやってきたバオバブ」
- eo光チャンネル「たむらけんじのぶっちゃ〜けBar」

ラジオ
- FM宝塚「又右衛門のみどりのチャンネル」「青木和雄のシニアの☆」
- FM千里「長谷川昇の乾杯！マイライフ」
- Kiss FM KOBE「未来げんき玉」

雑誌・WEBメディア
- LOVEGREEN「世界の植物紀行-WORLD OF PLANTS-四代目金岡又右衛門」
- グリーン情報「又右衛門による世界の植物紹介」
- 花卉園芸新聞